# Аштамангала

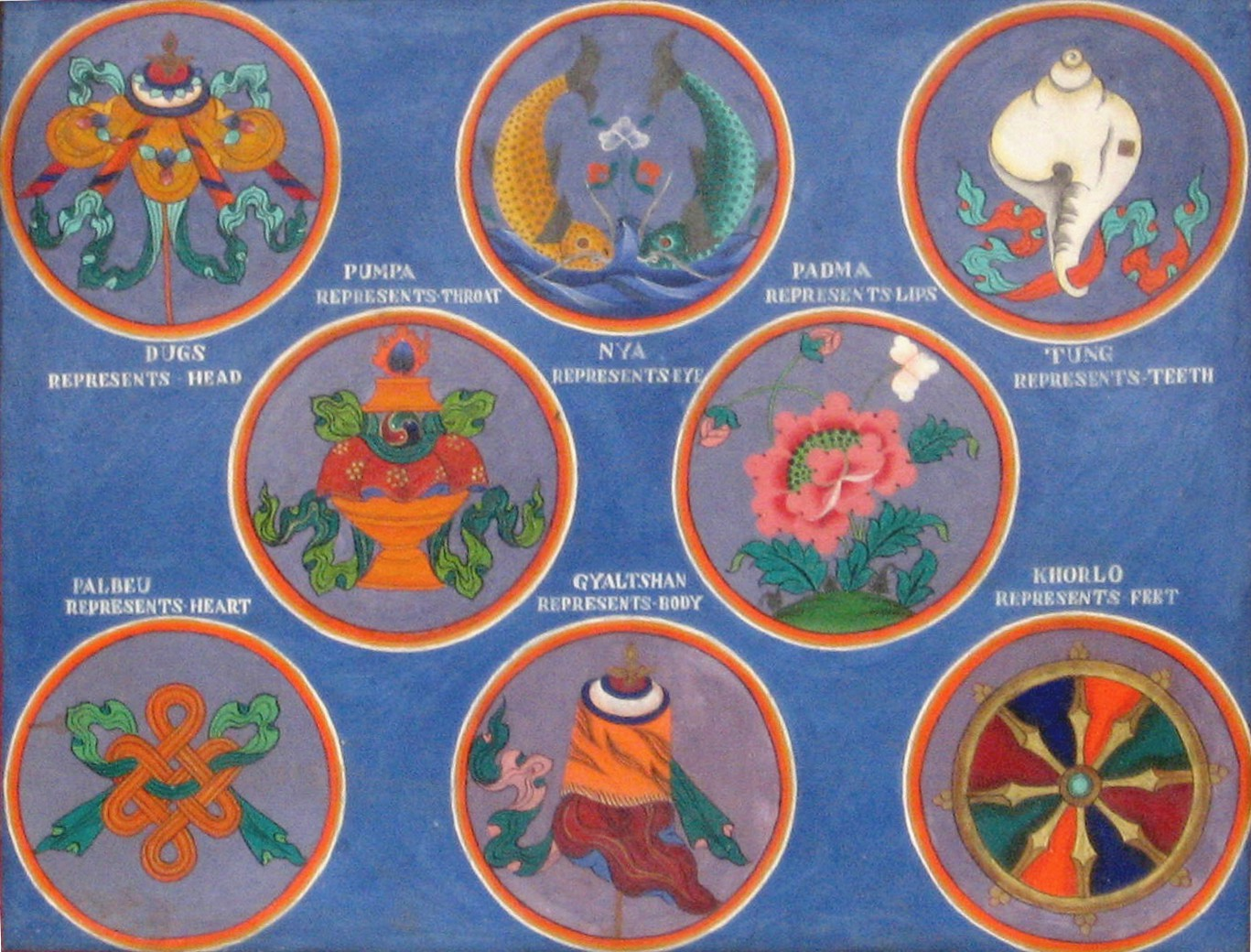
Аштамангала

Аштамангала (Аштаманґала, Вісім Сприятливих Символів, 8 благих символів, 8 коштовностей, 8 сприятливих знаків, 8 священних символів) (санскр. Ashtamangala(Аштаманґала), ashta– вісім, mangala– священний) — набір з 8 предметів-символів, що утворюють самостійну структурну одиницю в системі культової практики буддизму.

## Склад
Перелік 8 благих символів різниться.
В тибетському буддизмі сюди входить:
- Парасолька (Біла Парасолька Успіху) (санскр. atapatra, chatra, тиб. [gdugs], Чатра) уособлює поняття багатства або королівської влади. Також символізує захист від шкоди (сонця), такого як хвороба, перешкоди, і задоволення від перебування в прохолодній тіні.
- Золоті рибки (санскр. mna-mithuna,тиб. [gser nya]) спочатку символізували річки Ганг і Ямуна, але стали являти собою успіх в цілому. До того ж, уособлюють собою живих істот, які практикують дхарму, які не бояться потонути в океані страждань, вільно переміщаються, тобто змінюють свою долю.
- Ваза зі скарбами (Дорогоцінна Ваза) (санскр. kalas´a, kumbha, тиб. [bum pa]) є втіленням невичерпного багатства, доступного в буддійських вченнях, довгого життя, процвітання і всіх переваг цього світу.
- Лотос (санскр. padma, тиб. [pa dma, pad ma], Падма) — головний символ в Індії і буддизмі. Відноситься до повного очищення тіла, мови і розуму. Білий колір означає чистоту, стебло — практику буддійських вчень, які піднімають розум над земним існуванням.
- Мушля (Біла Мушля Дхарми) (санскр. ´san∙kha, тиб. [dung], Шанкха) символізує глибокий, далекоглядний і мелодійний звук вчення, який доходить до всіх учнів, що пробуджує від невігластва та допомагає досягти благополуччя.
- Нескінченний Вузол (Нескінченний Вузол Щастя) (санскр. ´srvatsa, тиб. [dpal be’u]) — це геометрична діаграма, яка втілює природу реальності, де все взаємопов'язано і існує тільки як частина карми. Також уособлює мудрість Будди, її союз із співчуттям, ілюзорний характер часу і довге життя.
- Стяг Перемоги (санскр. dhvaja, тиб. [rgyal mtshan], Дхавая) асоціюється з перемогою вчення Будди над смертю, невіглаством, дисгармонією і всіма негативними аспектами цього світу. Дахи тибетських монастирів часто прикрашають прапори різних форм і розмірів.
- Колесо Дхарми (санскр. dharma-cakra, тиб. [’khor lo], Дхармачакра): коли Сідхарта Гаутама досяг просвітління, Брахма передав його йому і попросив Будду вчити інших.

## Галерея

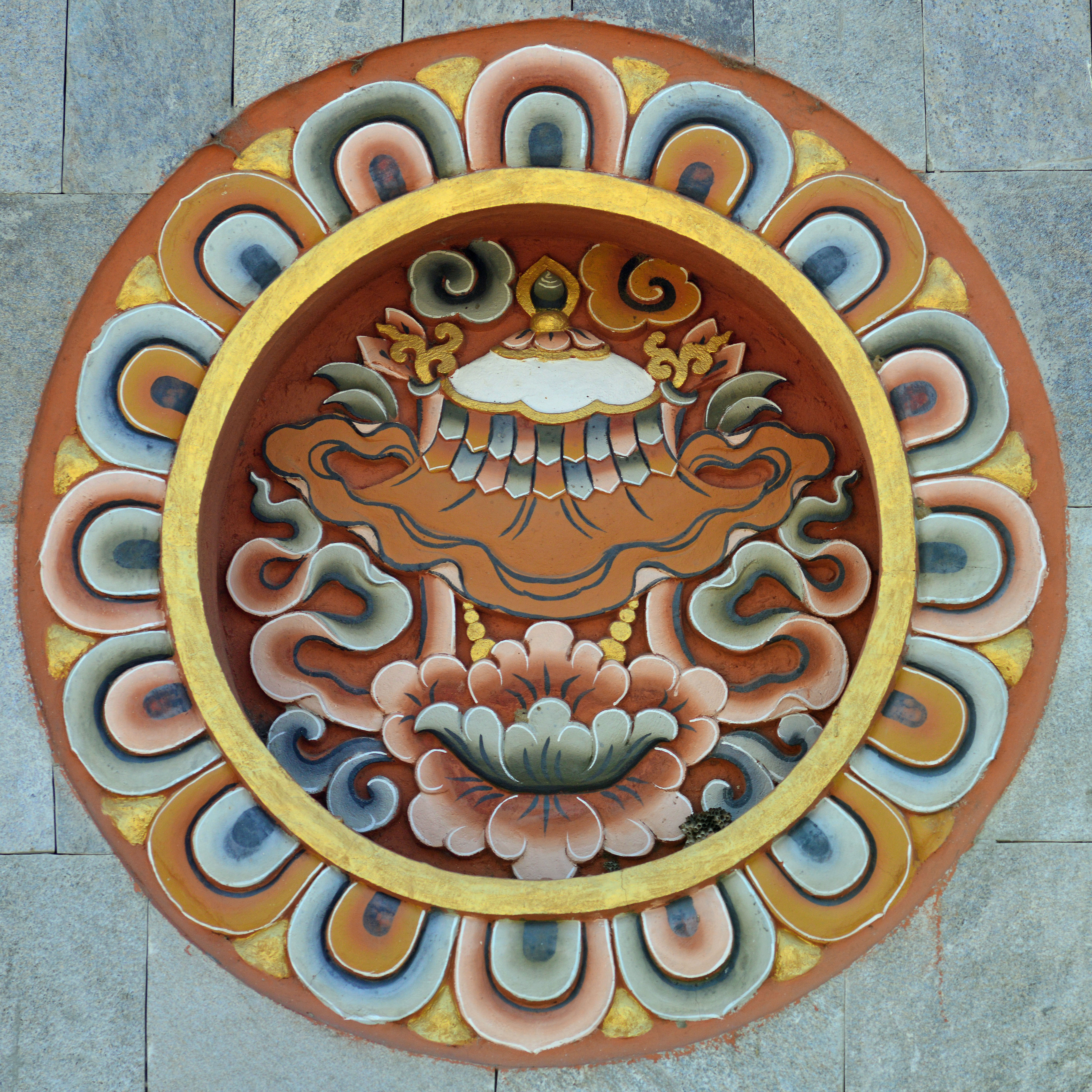
Біла Парасолька
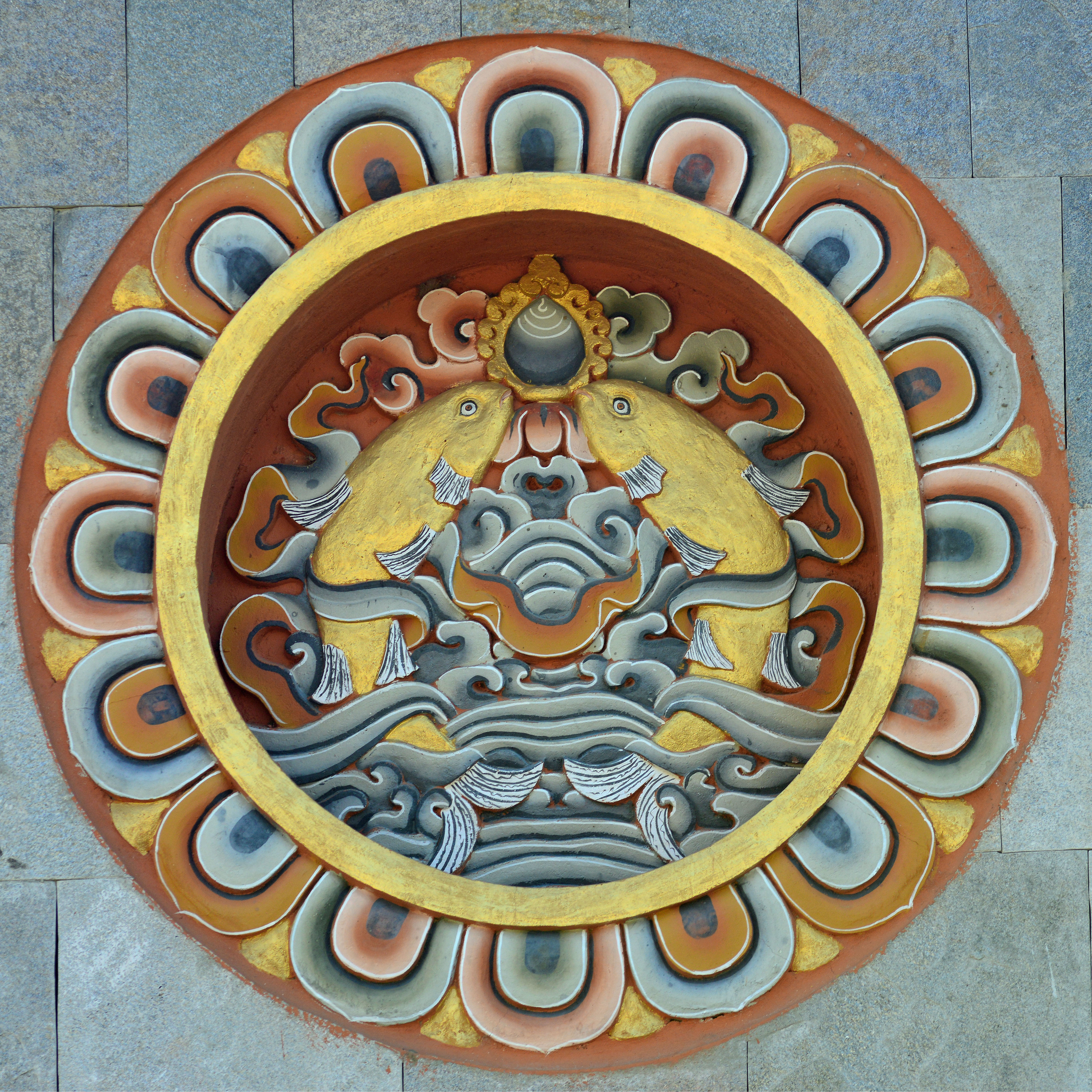
Золоті Рибки
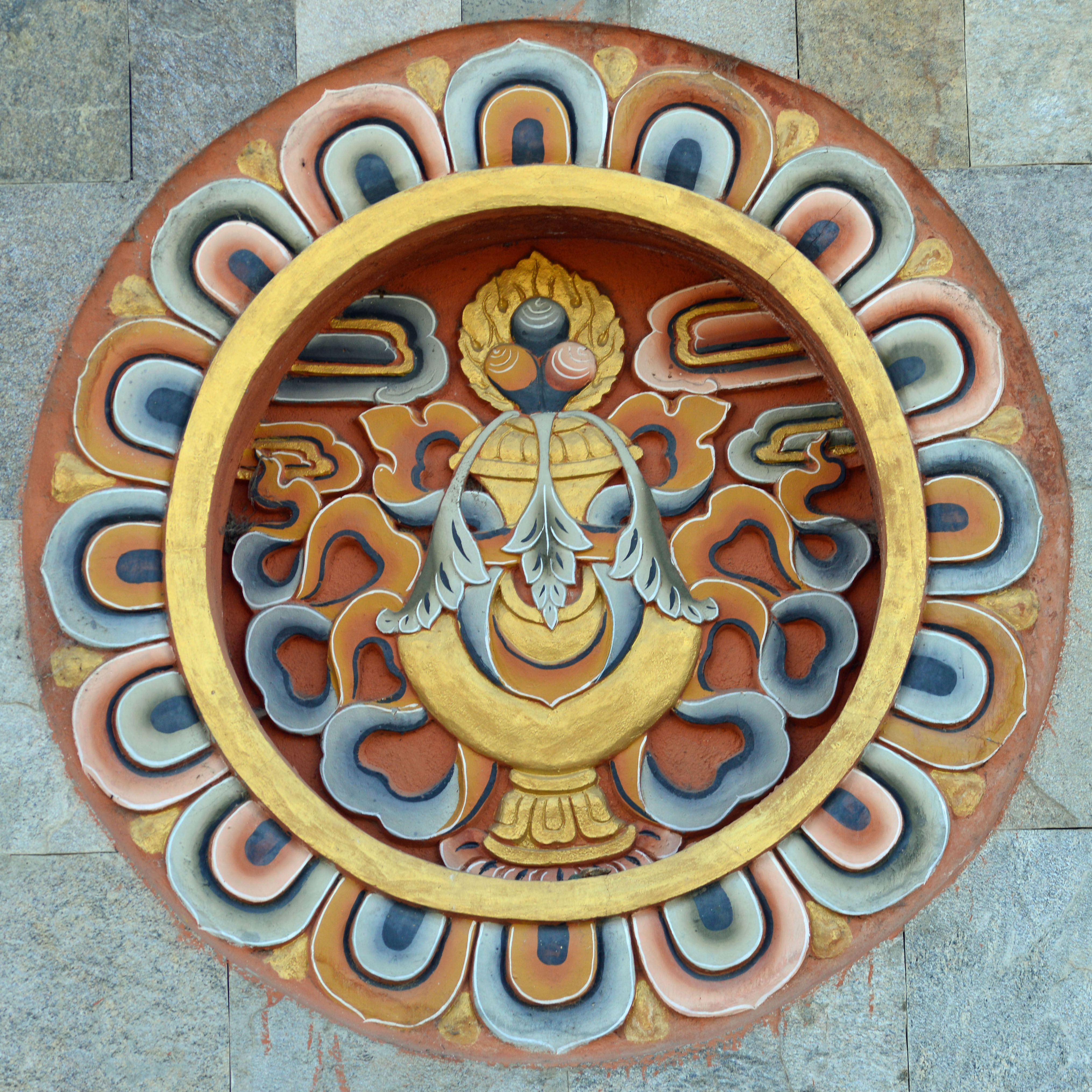
Дорогоцінна Ваза
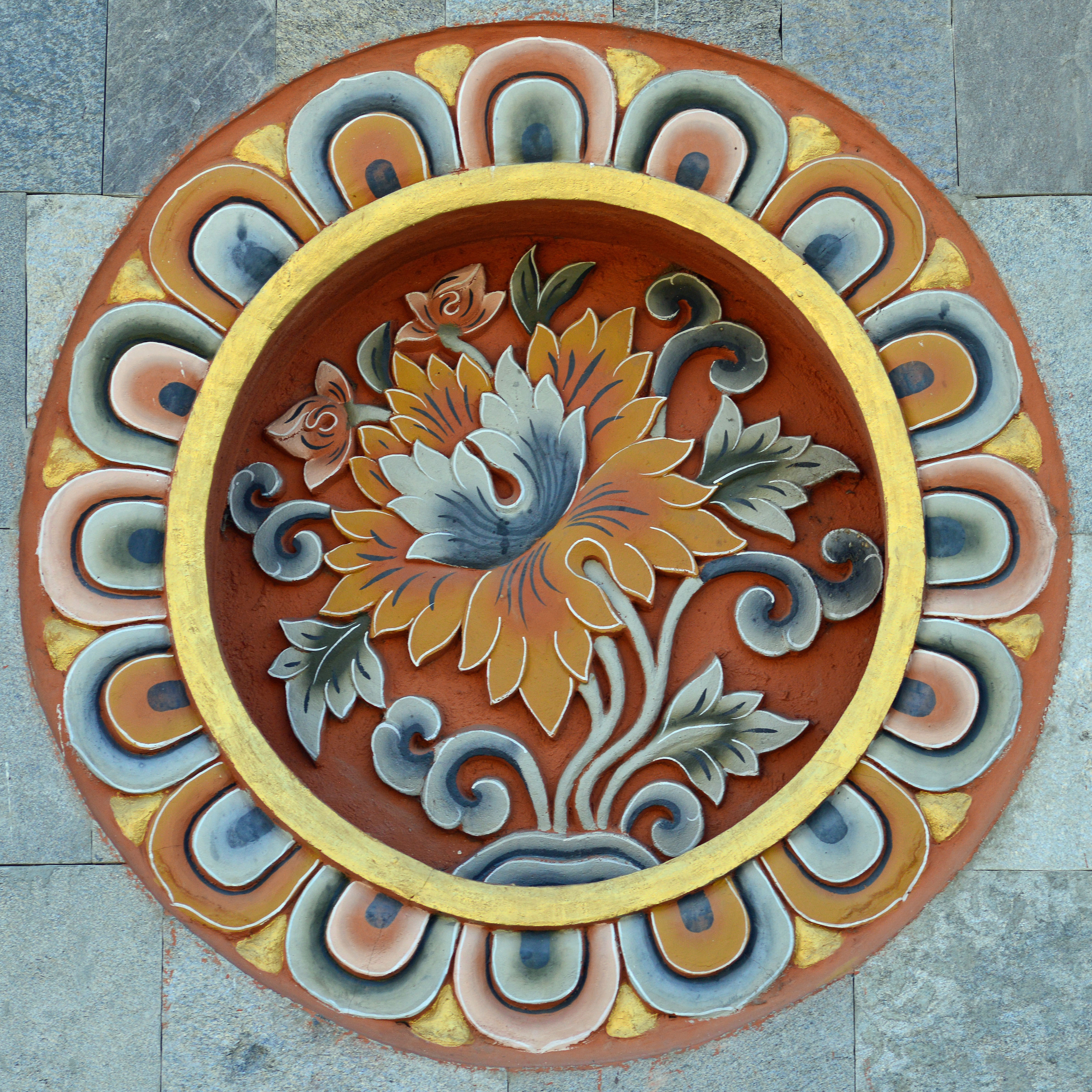
Лотос
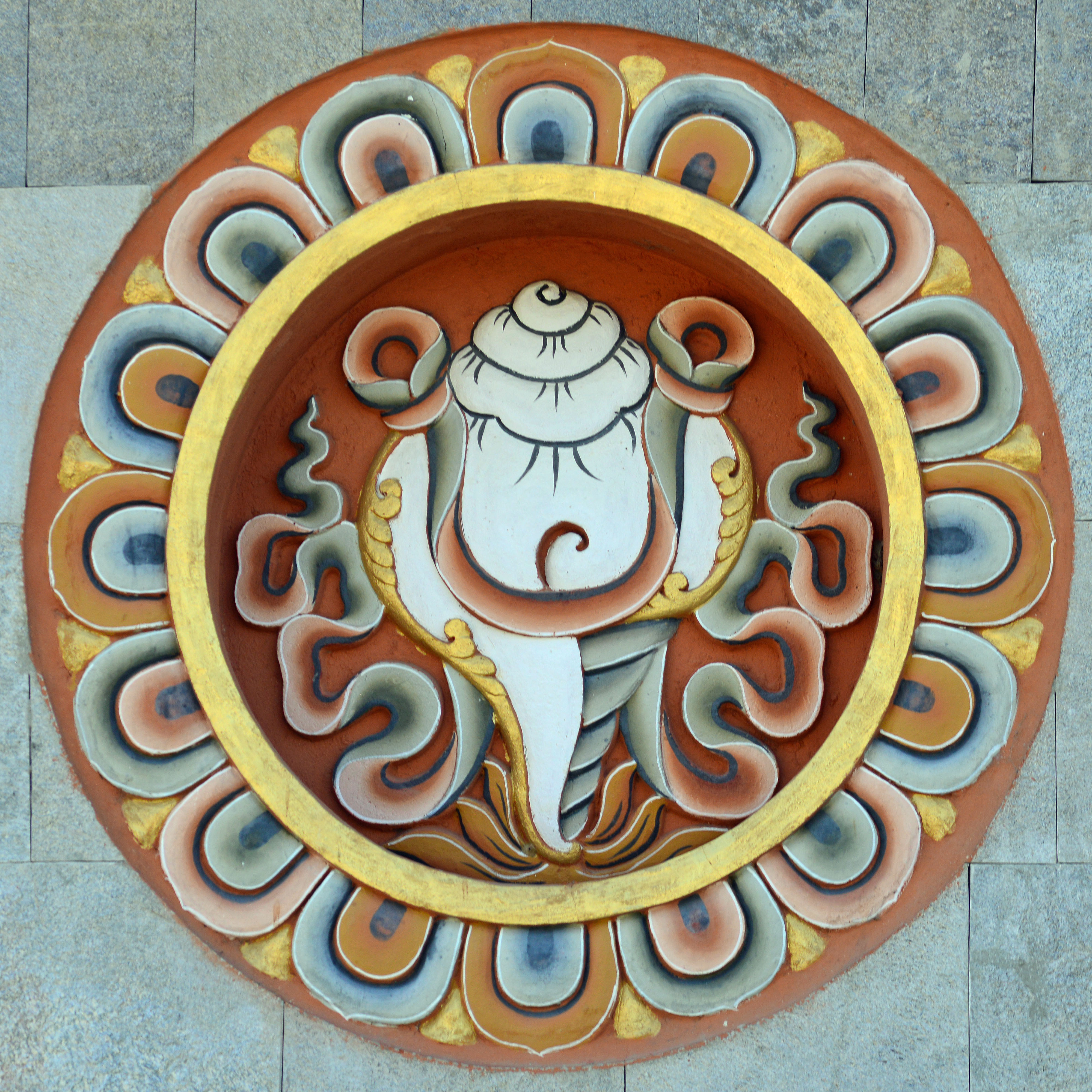
Біла Мушля Дхарми
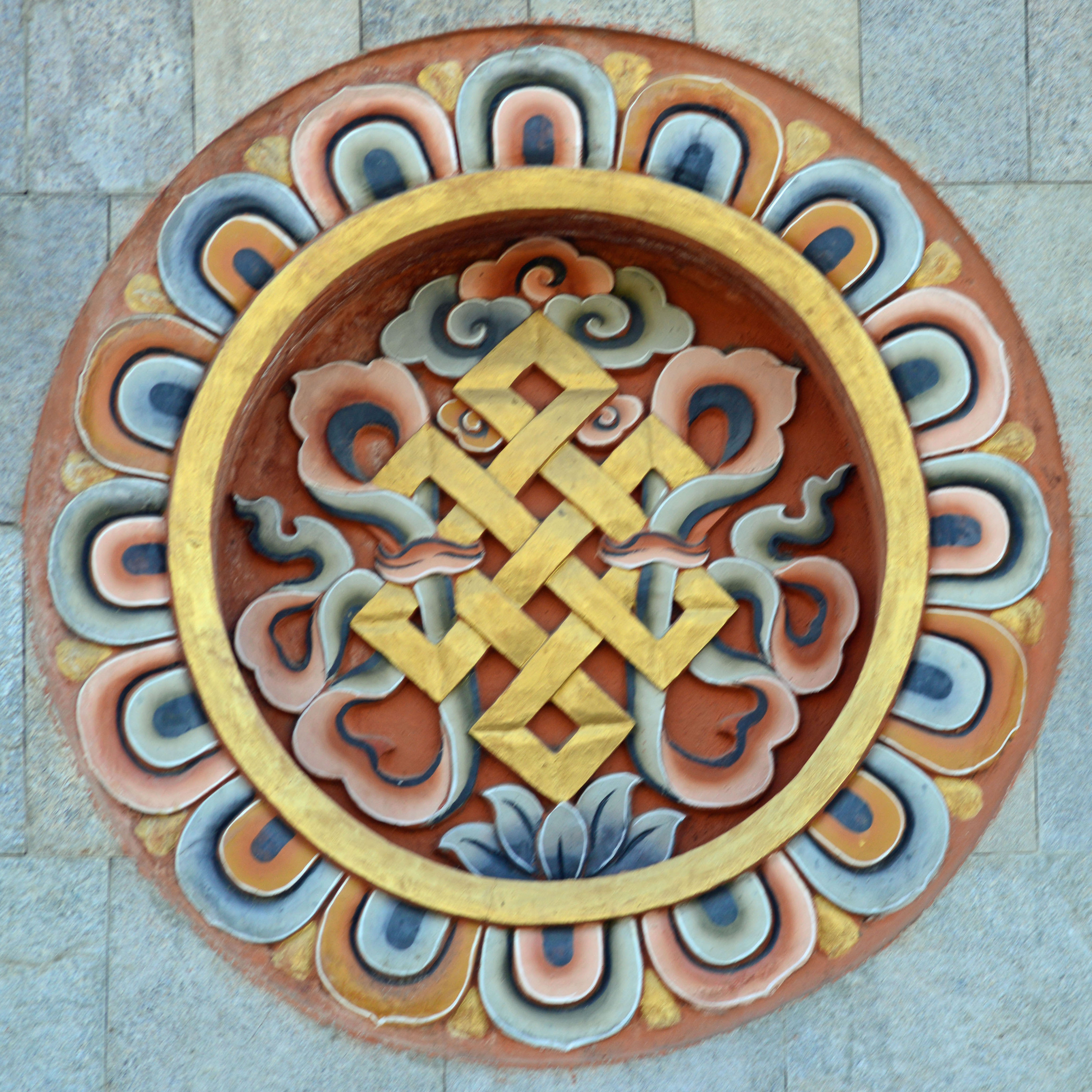
Нескінечний Вузол
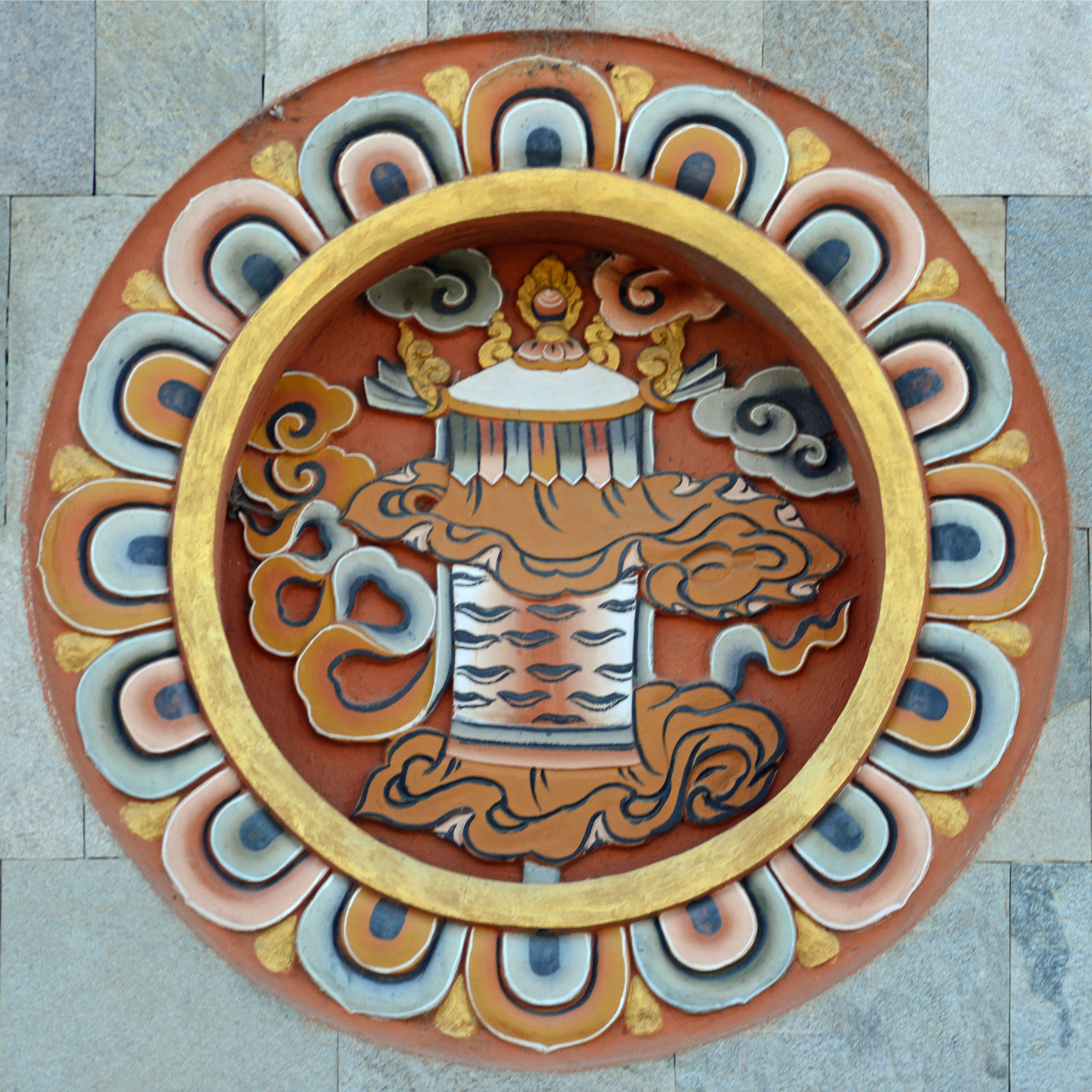
Стяг Перемоги
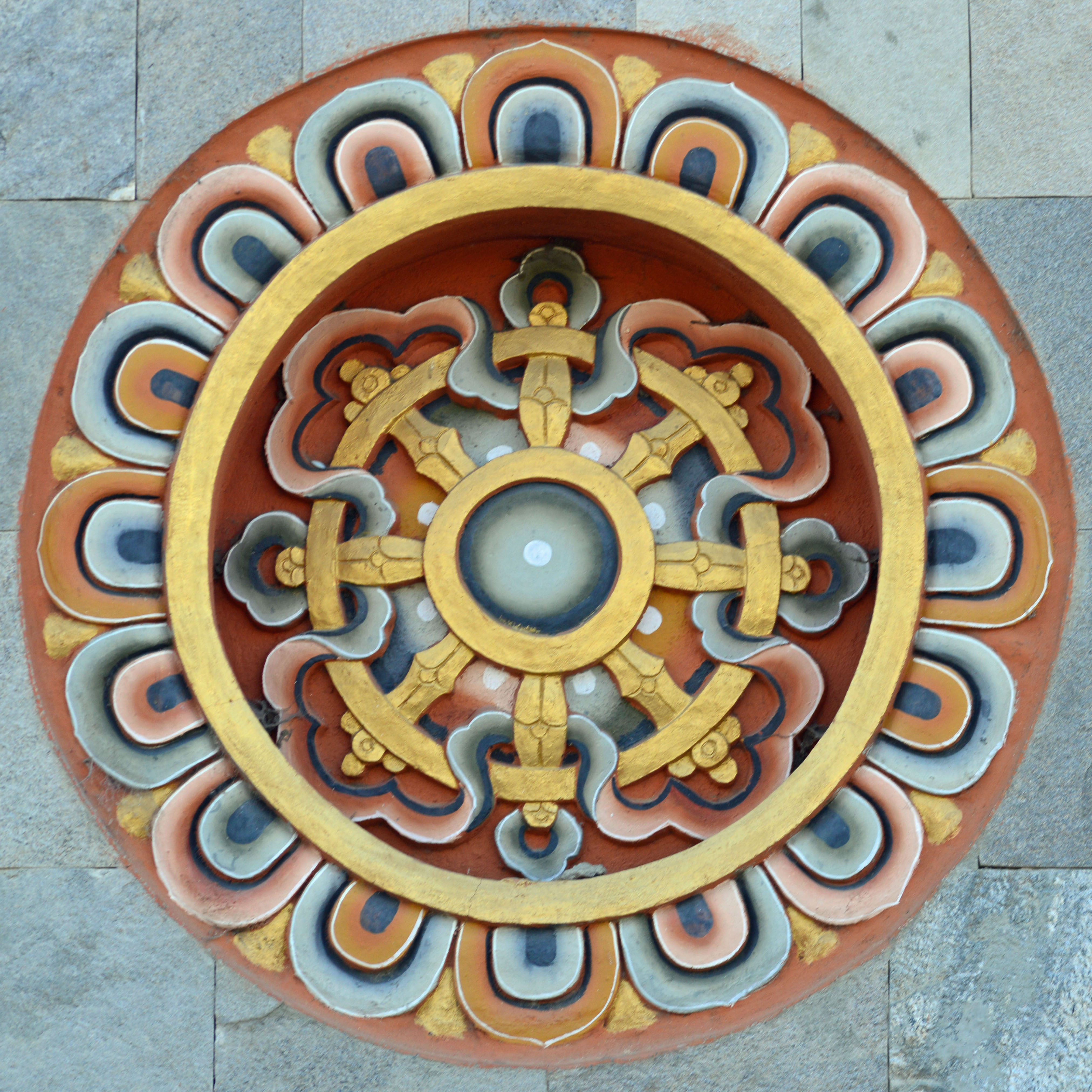
Колесо Дхарми
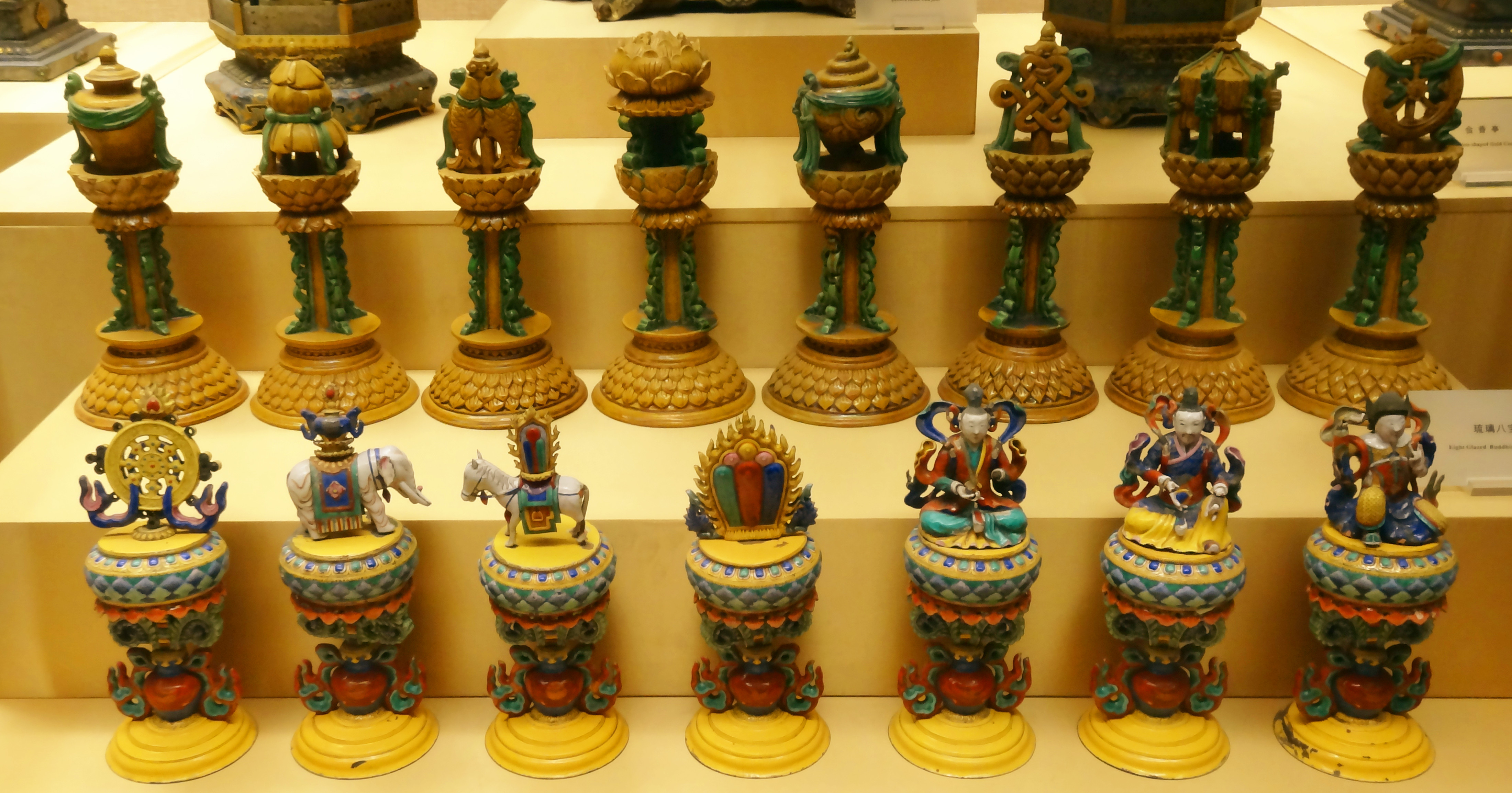
Аштамангала у Luoyang Museum